# Araneus powelli
Araneus powelli este o specie de păianjeni din genul Araneus, familia Araneidae. A fost descrisă pentru prima dată de Urquhart, 1894. Conform Catalogue of Life specia Araneus powelli nu are subspecii cunoscute.